# Kinke Kooi
Kinke Kooi (Leeuwarden, 1961) is een Friese kunstenares werkend vanuit Arnhem. Zij maakt vooral tekeningen en kleinere installaties. Haar kunst richt zich voornamelijk op vrouwen en vrouw-zijn.

## Carrière
Kooi stelde zich aan het begin van haar werkende leven drie regels. Dit waren de regels:
1. ‘Mijn onderwerpkeuze ontstaat altijd vanuit een persoonlijke fascinatie, ook al schaam ik me dood;
2. Ik teken en schilder zo nauwgezet mogelijk wat ik wil tonen, ook al wordt het dan banaal;
3. Ik teken en schilder net zolang door totdat ik zeker weet dat het af is, ook al ga ik dan te ver.’[1]

Ze stelt zelf dat ze deze regels een soort ondersteuning zijn, zodat ze de grenzen in haar kunst opzoekt en niet stopt omdat een werk haar een schaamtevol gevoel geeft. Haar kunst valt te typeren als moderne kunst met vloeiende vormen, die in eerste instantie abstract lijkt, maar bij nauwgezet bekijken vaak alledaagse vormen of voorwerpen bevat. Door het ontdekken van dergelijke voorwerpen krijgt haar kunst veelal een nieuwe betekenis. Haar favoriete kleur is roze en felle tinten van deze kleur komen veelvuldig terug in haar werk, net als in elkaar overlopende kleuren, die ook wel als kitsch beschouwd worden.

### Populariteit
Door de focus die Kooi had op haar drie regels, hield zij zich meer bezig met wat zij als kunstenares wilde maken en veel minder met wat populair was bij het publiek. Daardoor duurde het enige tijd voor het grote publiek haar vond. De laatste jaren is er meer waardering voor haar werk. Kooi zelf stelt dat haar smaak kennelijk meer acceptabel is geworden en een tegenwicht moet bieden aan waar zij aan refereert als 'visuele uithongering'. Zij bedoelt hierbij een eenzijdigheid van beelden en bepaalde clichés (vaak over vrouwen) die veel terugkeren. Haar kunst, die niet altijd op de mooie aspecten van vrouwen gericht is, moet hierin een tegendruk bieden. De grotere waardering voor Kooi in meer recentere tijden bleek bijvoorbeeld uit de uitreiking van de Jeanne Oosting Prijs voor haar werk in 2016, de Gerrit Benner Prijs voor Beeldende Kunst voor haar gehele oeuvre in 2023 en de op de Brenner Prijs aansluitende expositie in het Fries Museum. Voor laatstgenoemde expositie exposeerde ze al in Museum Arnhem, Museum Boijmans Van Beuningen, het Rijksmuseum Amsterdam en sinds 1995 in Amerika. In 2021 stond een werk van Kooi in een IKEA-catalogus en bereikte hiermee een groot publiek dat anders wellicht niet met haar werk in aanraking was gekomen.

## Privé
Kooi is geboren in Leeuwarden in 1961 en studeerde in de eerste helft van de jaren 1980 aan ArtEZ Academie voor beeldende kunsten Arnhem. Na haar studie is zij in Arnhem blijven wonen en ze heeft ook haar atelier hier. Zij heeft een goede band met haar moeder en noemt haar haar heldin. Ook op gebied van werk lijkt zij een inspiratie voor haar te zijn geweest, aangezien Kooi haar moeder eigenschappen toedicht die haar drie regels ondersteunen, zoals lef en originaliteit.
Hoewel de vrouwelijke gender in haar werk centraal staat, ervaart ze haar eigen verhouding met gender meer fluïde. Ze stelt hierover:
Ik houd van het ontbreken van een duidelijke afscheiding. Ik heb een fase gehad dat ik een jongetje wou zijn; toen ik kinderen kreeg werd ik heel vrouwelijk; na mijn overgang ben ik weer mannelijker geworden, feller ook. Die schommelingen vind ik mooi.